# Sport nautique bisontin
Le Sport nautique bisontin ou SNB est un club nautique de canoë-kayak et d'aviron créé en 1865 à Besançon (Doubs) . Il s'est par la suite séparé en deux clubs distincts, le SNB aviron et le SNBCanoë/kayak.

## Histoire

### Les débuts

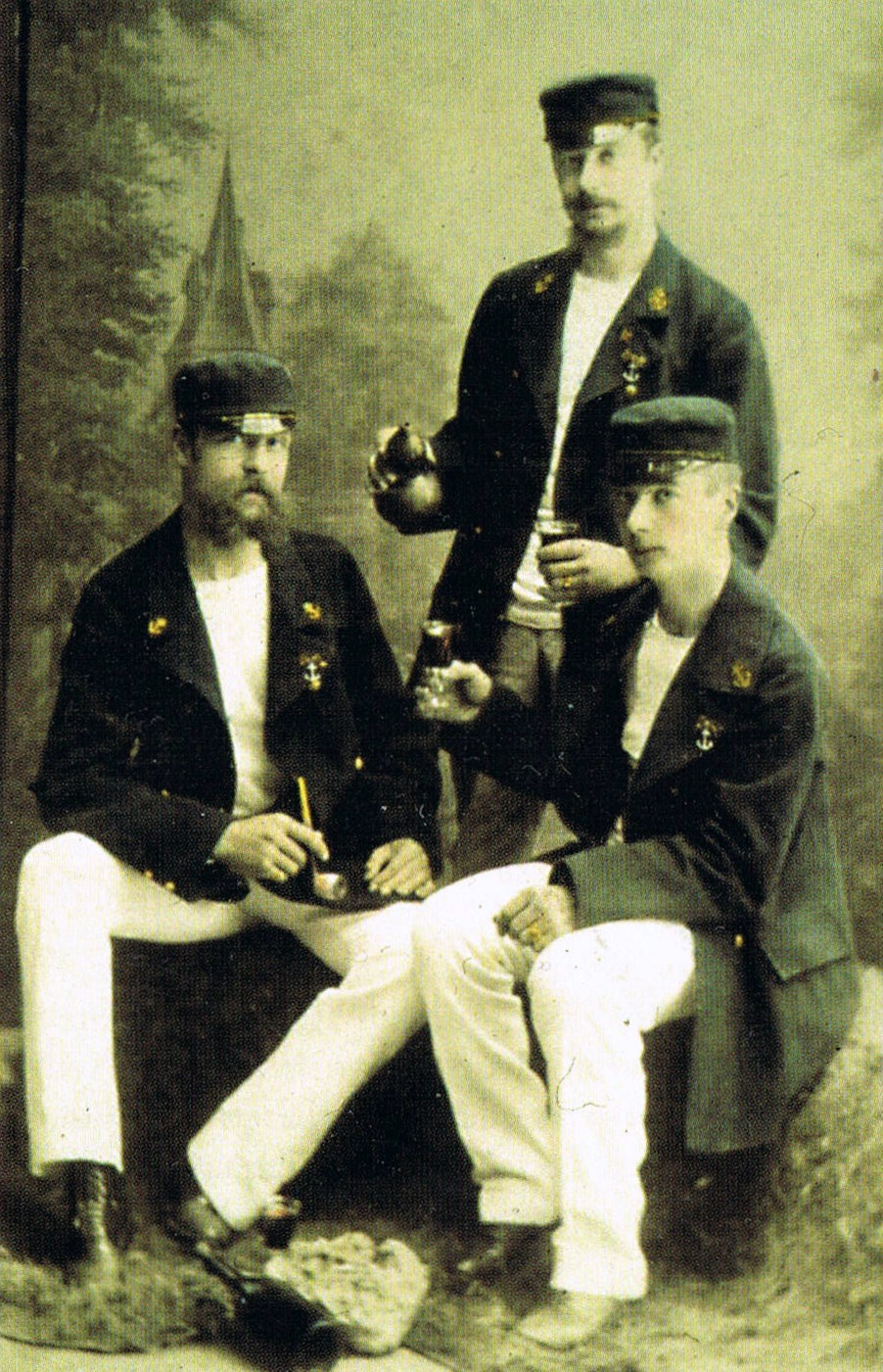
Des canotiers de la SNB, 1890.

La Société nautique de Besançon fut créée en 1865, sous le second Empire, faisant de ce club l'un des plus anciens de France. Son slogan est alors aussi audacieux qu'évocateur : « le développement des forces physiques de ses adhérents par le canotage et autres exercices physiques du corps ». Le club compte dès sa création, 52 membres, tous des hommes, qui feront partie du cercle fondateur de la société. En décembre 1865, la société décide de construire un  « bateau-concert », acquis par un emprunt de 3 000 francs. Cette embarcation devait précéder la flotte canotière et ainsi assurer l'animation musicale, c'est alors que l’’’harmonie nautique est créée.
En 1866, une école de natation est créée et la société établit un ponton dans le secteur des Prés-de-Vaux et la même année, le club acquiert des locaux dans une lunette située près du pont de Bregille. Cependant le bâtiment sera réquisitionné par l'armée, et la ville met donc à disposition un terrain au numéro 23, de la rue Neuve-Saint-Pierre. Le 1er mars 1868 et le 15 mars 1868, la société décide de faire une cavalcade à Besançon au profit des plus nécessiteux ainsi que pour construire des locaux, et parvient à recueillir 14 000 francs. Une chanson est alors dédiée en 1882 au club, écrite par MM. Horeb et Derial.
« Gais compagnons, voguons sur l'onde, rions, chantons tous à la ronde. Nous aimons l'eau mais n'en buvons pas... du canotier la devise est notoire, il aime l'eau mais ne veut jamais la boire. La société nautique a pour drapeau, secours aux malheureux et très souvent la petite marine par son concours a fait bien des heureux. »

### Les premiers succès

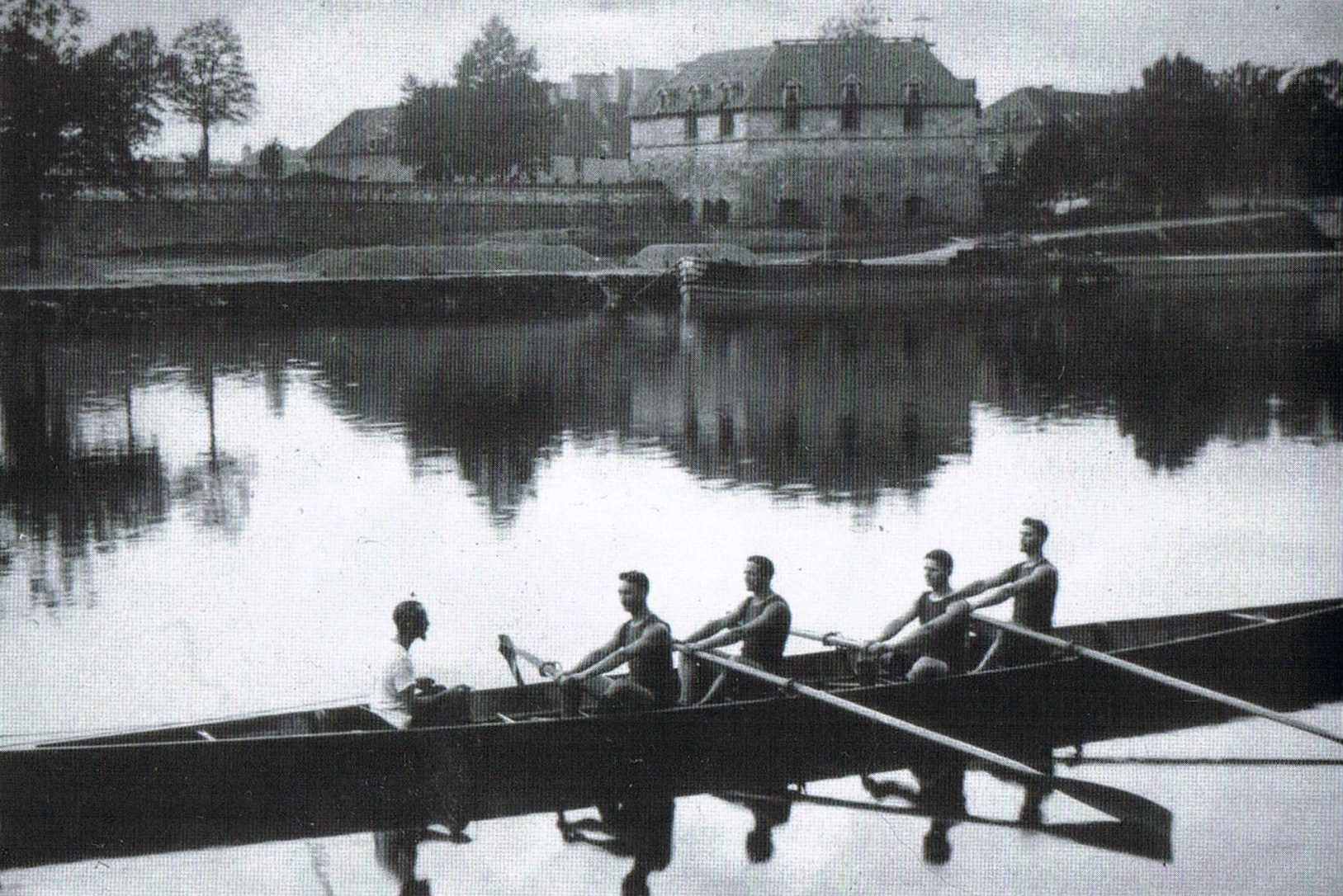
Des canotiers de la SNB en yolette, sur le Doubs.

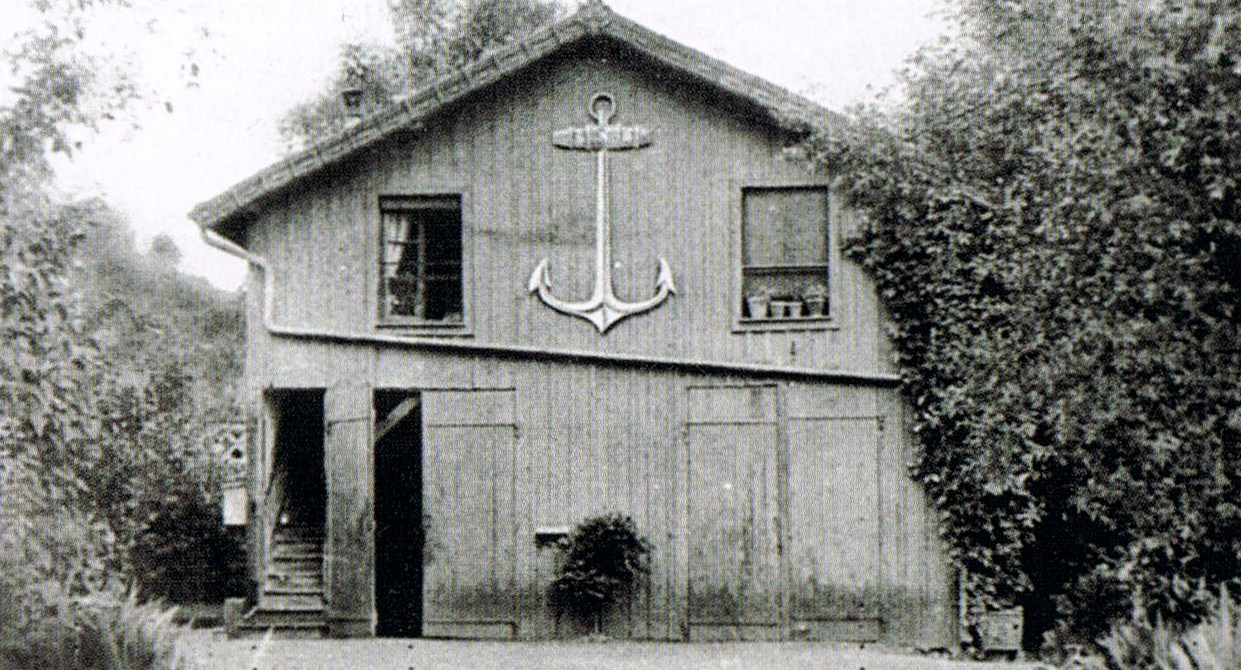
Le garage du SNB avant l'incendie, le 17 octobre 1909.

Vers 1884, un hangar en bois y est construit et à cette époque, la société double sa fréquentation, en passant de 350 à 700 adhérents. Puis en 1890, la Société Nautique de Besançon fête ses 25 ans en grande pompe, avec des frégates internationales et une immense fête sur le Doubs. En 7 mars 1901, le SNB vend son hangar et repart s'installer près du pont de Bregille, où il obtient la même année une autorisation pour naviguer librement sur le Doubs. À cette époque, la société est sous la direction des frères Jacquemin, qui décident que le club bisontin doit participer en 1903 aux régates de Lyon puis aux championnats de France. Mais il faudra attendre l'année 1907 pour que l'équipe bisontine gagne son premier prix à Nice.
Le 17 octobre 1909 vers 23 heures, un violent incendie survient dans le hangar à bateau, détruisant la majorité des embarcations. La société ayant à peine reconstruit le bâtiment, fait face de nouveau au déchaînement des éléments. En effet, quelques mois plus tard, la crue du Doubs de 1910 ravage une nouvelle fois les bâtiments. Le docteur Sexe, médecin et sportif, relate les évènements :
« Après le feu, c'est l'eau, nous nous rappellerons longtemps de cette suite de mois où, dû, tel un peuple de fourmis affairées dont la cité est détruite, nous répandre un peu partout, nos bateaux sous le bras, et demander de-ci de-là une hospitalité que l'on ne nous a point marchandée. »
Après avoir surmonté ces épreuves, le SNB participe les 24 avril 1910 et 25 avril 1910 aux régates internationales de Venise, où l'équipe bisontine décroche une cinquième place et en juin 1911, on inaugure les nouveaux locaux du club. Le 30 juin 1912, une course opposant le canot automobile de MM.Burdin et Thieulin aux quatre rameurs d'un outrigger. Le journal local Le Comtois raconte cette journée : « À quelque deux-cents mètres de l'arrivée le canot força son allure, les rameurs de leur côté redoublèrent d'ardeur et aux acclamations de tous ils franchirent la ligne l'emportant d'une petit longueur. »
Le 19 juillet 1914, la première yole à huit rameurs est baptisée par le président Jacquemin, et une fête est organisée pour l'occasion. Des joutes lyonnaises flottent sur le Doubs et des courses aux canards sont organisées, avec d'authentique volatiles que l'on poursuit à la nage. Mais le mois suivant, la Première Guerre mondiale éclate et les canotiers doivent alors combattre, et leurs locaux sont réquisitionnés pour accueillir une école de fortune pour les enfants de Bregille-Village.

### L'entre-deux-guerres
L'activité recommence dès 1918 et des commissions sont créées la même année. Toujours en 1918, la baignade sur le Doubs se développe et on autorise les jeunes filles à se baigner. Cependant le club affiche la note suivante pour ces dernières : « En vue de sauvegarder la responsabilité de la société tant au point de vue moral qu'à celui des accidents, les jeunes filles ne seront admises à la baignade qu'accompagnées de leurs parents ou d'un frère majeur. Sitôt après le bain, il leur est instamment recommandé de regagner le vestiaire. »
Le 20 juillet 1920 on fête les cinquante ans du club pendant trois jours et trois nuits, sous la présidence du docteur Tisserand ainsi que du maire Charles Krug. Ce cinquantenaire sera l'une des fêtes les plus mémorables du SNB, avec des piques-niques, des galas musicaux, ainsi que des baptêmes de bateaux. En 1921, les Bisontins se distinguent de nouveaux à Strasbourg, Aix-en-Provence, Nice et Lyon lors de concours et agrandissent le garage nautique la même année. En 1922, une section natation est créée, qui sera à l'origine de la mythique traversée de Besançon à la nage.
En 1929, le SNB réserve la Loue pour les débutants et cette même année on y fait la première descente intégrale en canoë-kayak. En 1935, des canoës canadiens font leur apparition à Besançon et en 1938, Chavanne et Joliot deviennent vice-champions de France en kayak biplace sur 10 000 mètres. La Seconde Guerre mondiale va suspendre les activités du club pendant deux ans, mais la reprise se fera lentement en 1941.

### L'après guerre de 1939-1945
En 1947, le club s'ouvre officiellement aux femmes et une section leur est consacrée, et cette même année le SNB enregistre plus d'un millier de sociétaires. On envisage alors la construction d'une piscine. Cette dernière fut pendant plusieurs l'année l'objet de débats, surtout au point de vue budgétaire et utilitaire. En effet, le club à de plus en plus de mal à recruter, et les restrictions budgétaires mettent à mal les futures ambitions. En 1958, le docteur Frémiot reprend en main le SNB et décide de construire un premier bassin la même année.
En octobre 1959, le projet d'un complexe de piscine est repris par Henri Chabin, Rouch, Paul Siffert, ainsi que les frères Épiards. Une campagne relayée par les journaux et par des publicités font récolter plus de 40 000 francs, pour un projet évalué à plus de 300 000 francs. Pourtant le SNB se lance dans le projet et les travaux débutent en avril 1960, bien que l'un des initiateurs, Henri Chabin, meure en juillet de cette même année. En 1962, on fête les cent ans du club par des courses de canoë-kayak. En 1979, le SNB devient le premier club français de canoë-kayak et cette même année, Philippe Boccara obtient quatre titres de champion de France, faisant du NB le premier club français de canoë-kayak.

### Le SNB de nos jours

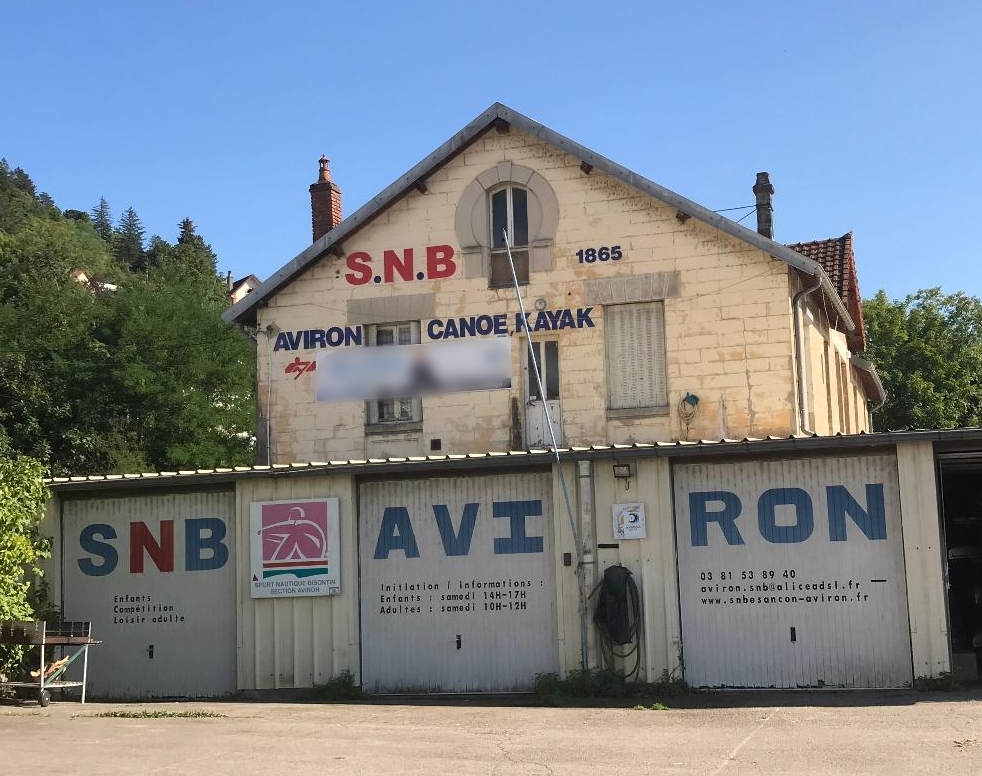
Les locaux du SNB en septembre 2024.

En 1981, on crée un centre d'entraînement ainsi qu'un parcours de slalom près de la Malate en 1988. En 1984 Philippe Boccara remporte une médaille de bronze aux jeux de Los Angeles et le club approche les 500 licenciés. D'autres noms deviennent notoires, comme celui de Catherine Poirot. Puis, à la fin des années 1980, une nouvelle section voit le jour : la section loisirs et animation générale. À cette même époque, le SNB atteint les 1 000 licenciés. En 1995, le club est de nouveau sur le podium avec quatorze médailles d'or, cinq d'argent et six de bronze lors des championnats de France. Aujourd'hui le club continue son chemin et forme l'Avenir Natation Bisontin, un groupe de natation incluant la Piscine-Patinoire Lafayette de  Planoise le lycée Pasteur de Besançon.

### Déménagement sur le site des Prés-de-Vaux

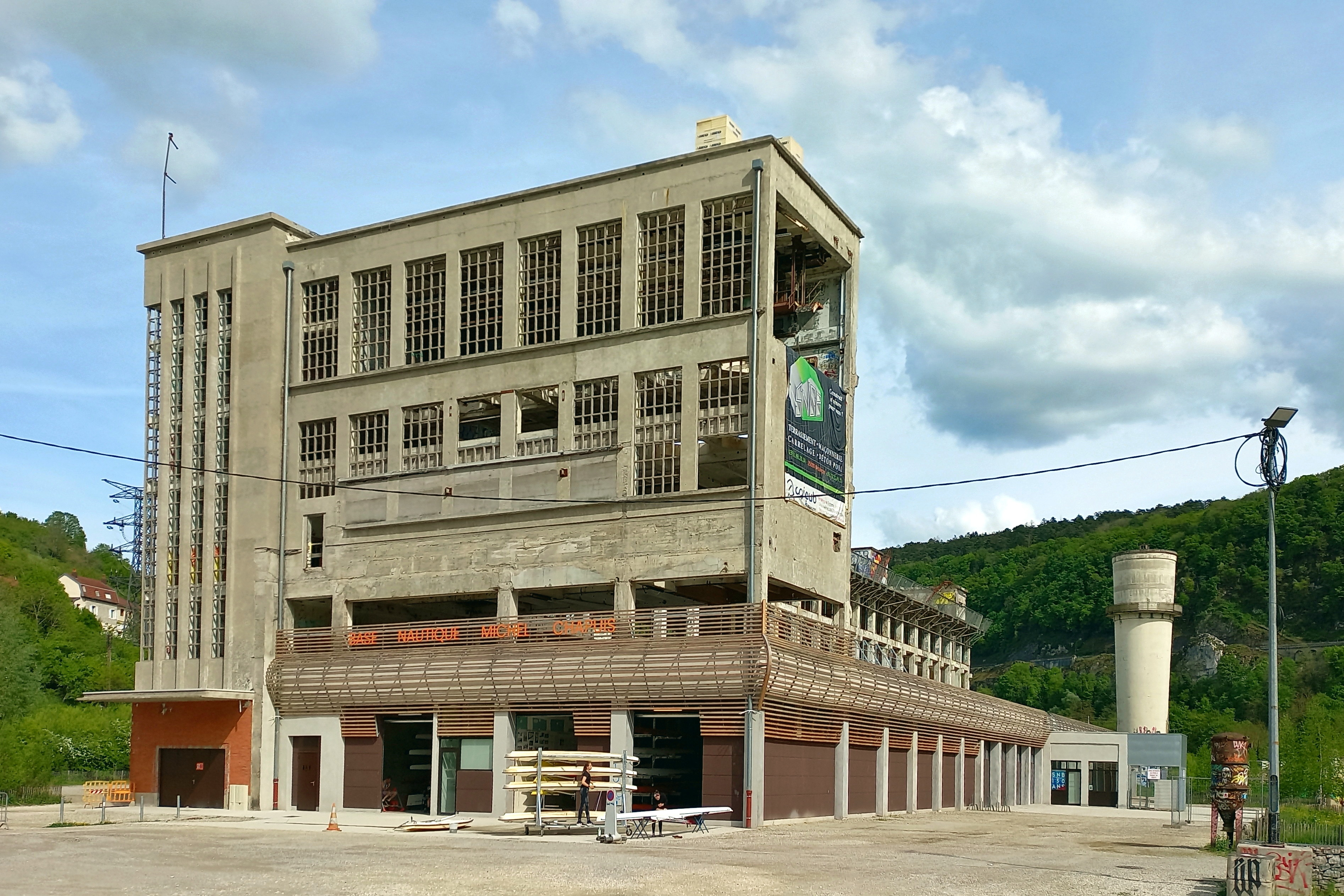
La base nautique Michel Chapuis.

Le rez-de-chaussée de l'ancienne usine Rhodiacéta, située au bord du Doubs dans le quartier des Prés-de-Vaux, devait être aménagé en 2022 pour accueillir le SNB. Les travaux ont été reportés à plusieurs reprises en raison de la présence de chauves-souris dans les locaux fermés,.
Le déménagement a finalement lieu et la nouvelle base nautique est inaugurée le 19 octobre 2024 et porte le nom de Michel Chapuis.